# Трудовой коллектив
Трудово́й коллекти́в — все граждане, которые своим трудом участвуют в деятельности предприятия (учреждения, организации) на основе Трудового кодекса РФ, трудового договора (контракта, соглашения), а также других форм, регулирующих трудовые отношения работника с предприятием.
Выступая одним из центральных понятий трудового права трудовой коллектив, одновременно с этим, не имеет статуса ни юридического, ни физического лица, что не позволяет рассматривать коллектив работников в качестве субъекта трудового права. Закон не содержит непосредственного термина «трудовой коллектив» применительно к стороне коллективного договора, а говорит только о «работнике».  Признание трудового коллектива субъектом права ранее основывывалось на утративших юридическую силу актах – Конституции СССР 1977 (ст. 8) и Законе СССР "О трудовых коллективах и повышении их роли в управлении предприятиями, учреждениями, организациями".  Ранее в России, с 1905 года по 1936 год, Советы формировались через трудовые коллективы (фабрик и заводов, с 1917 года также рот и кораблей), а не по территориальному принципу (как в парламент).

## Трудовой коллектив и работодатель
«Трудовой коллектив имеет общие с собственником (работодателем) интересы в стратегическом вопросе о получении как можно большей прибыли, в эффективной организации производства, в подборе квалифицированных и добросовестных кадров, в обеспечении внутреннего трудового распорядка, трудовой дисциплины, соблюдении техники безопасности, охраны труда. Противоположные интересы лежат в основе распределения прибыли, оплаты труда, отчислений из прибыли на мероприятия по внедрению новых защитных технических средств, безопасности труда, безвредных и безопасных технологий; финансирование из прибыли мероприятий по социально-бытовому обслуживанию работников, предоставления дополнительных трудовых льгот. Зона несовпадения социальных интересов достаточно большая, и традиционно в общественном сознании и в правовом регулировании эти субъекты находятся по разные стороны социальных „баррикад“».

## Полномочиятрудового коллектива
Права трудового коллектива устанавливаются уставом предприятия и коллективным договором.
Ранее КЗОТ РФ (статья 235.1.), признавая статус трудового коллектива, предоставлял ему полномочия в таких вопросах как:
- заключение коллективных договоров,
- определение перечня и порядка предоставления работникам предприятия социальных льгот из фондов трудового коллектива;
- решение вопросов о необходимости заключения с администрацией коллективного договора, рассмотрение и утверждение его проекта;
- и другие полномочия

Полномочия трудовых коллективов реализуются, если иное не предусмотрено уставом, общим собранием работающих. Такие непосредственные отношения возможны тогда, когда предприятия небольшие по своим размерам, и для решения конкретных вопросов в каждом случае есть возможность собрать всех работающих. В условиях же большого предприятия возникает необходимость использования представительной демократии. В таких случаях полномочия трудового коллектива могут реализовываться конференцией или выборными органами трудового коллектива, такими, как совет трудового коллектива, комитет предприятия, забастовочный комитет и т. п.